# Аллен, Итан
Итан Аллен (англ. Ethan Allen; 21 января 1738 — 12 февраля 1789) — американский солдат, герой Войны за независимость США, политик, философ, писатель, а также фермер и бизнесмен. Он более всего известен как один из основателей американского штата Вермонт, а также захватом форта Тикондерога в начале Войны за независимость.
Родившись в сельской местности Коннектикута, Аллен получил воспитание в суровых традициях тогдашнего фронтира, но при этом получил образование, которое включало некоторые понятия о философии. В конце 1760-х годов он начал интересоваться земельными участками, выделенными поселенцам в Нью-Гэмпшире, приобрел там землю и оказался втянутым в правовые споры с окрестными территориями. Неудачи на правовом поприще привели к формированию провоенной организации «Парни с Зелёных гор» (англ. Green Mountain Boys), с которой Аллен начал кампанию по запугиванию и уничтожению имущества нью-йоркских поселенцев, чтобы вынудить их покинуть участки. Когда же началась Война за независимость, Аллен и его «парни» проявили инициативу и 10 мая 1775 года захватили форт Тикондерога. В сентябре 1775 года Аллен предпринял неудачную попытку захватить Монреаль, что привело к его пленению британскими властями. Первоначально помещённый в тюрьму на борту корабля Королевского военно-морского флота, он был условно освобождён в Нью-Йорке и наконец выпущен в рамках обмена пленными в 1778 году.
После своего освобождения Аллен вернулся на Нью-Гэмпширские земельные участки, которые объявили о своей независимости в 1777 году, и возобновил политическую деятельность на данной территории. Продолжая сопротивление попыткам Нью-Йорка установить контроль над территорией, он активно поддерживал руководство Республики Вермонт в его усилиях по получению признания Конгрессом их территории как штата, а также участвовал в спорных переговорах с британцами о возможности превращения Вермонта в отдельную британскую провинцию.
Помимо политической деятельности Аллен весьма успешно вел бизнес, включающий спекуляции землёй на территории Вермонта, процветающие фермерские хозяйства и шахту по добыче железа, одну из первых в Коннектикуте. Земля, приобретённая Алленом и его братьями, включала земельные участки, которые в конечном итоге стали Берлингтоном, штат Вермонт.
Аллен является автором ряда философских трактатов и политических документов, относящихся к формированию Вермонта, а также мемуаров о своих подвигах на войне, которые в XIX веке были довольно популярной книгой. Он был дважды женат и стал отцом восьмерых детей.